# Церква святого великомученика Димитрія (Швейків)
Церква святого великомученика Димитрія в Швейкові — парафія і храм греко-католицької громади Монастириського деканату Бучацької єпархії Української греко-католицької церкви в селі Швейків Чортківського району Тернопільської области.

## Історія церкви
Перша згадка про парафію датується XV століттям, коли вона належала до київського православ'я. З XVIII століття до 1946 року громада була греко-католицькою. У період з 1946 по 1990 рік державна влада закрила храм. З 1990 року парафія і церква знову повернулися в лоно УГКЦ.
Діючий храм був збудований у 1900 році на місці старої дерев'яної церкви, спаленої під час турецької навали. Фундаторами і будівничими була місцева громада.
При парафії діють:
- Братство «Матері Божої Неустанної Помочі» (1998).
- УМХ (1998).
- Марійська дружина (1998).
- Вівтарне братство (1998).

На території села є фігура Ісуса Христа та хрести парафіяльного значення. У власності парафії є проборство.

## Парохи
- о. Григорій Петришин (1990),
- о. Михайло Костенко (1990—1991),
- о. Вадим Зінченко (1991),
- о. Василь Шайда (1991—1995),
- о. Григорій Петришин (1995—1998),
- о. Петро Заліпа (1998),
- о. Роман Бронецький (з 13 грудня 1998).